# Петар Симоновић
Петар (Василија) Симоновић(1881 — 1914) био је српски јунак и носилац Карађорђеве звезде са мачевима.

## Биографија
Рођен је 1881. године у селу Сибиница код Блаца, од оца Василија и мајке Петкане.

Истакао се као вођа патроле у бици на Церу. Борио се у саставу 1. чете 2. батаљона Гвозденог пука.

Био је тешко рањен и после лечења у војној болници пребачен је у Сибиницу на опоравак. За показану храброст у борбама 1914. године указом 22021 одликован је Сребрним орденом Карађорђеве звезде са мачевима.

Умро је од последица рањавања крајем 1914. године и сахрањен на гробљу у Сибиници. Са супругом Драгом имао је сина Станоја.